# Pietre d'inciampo in Trentino-Alto Adige

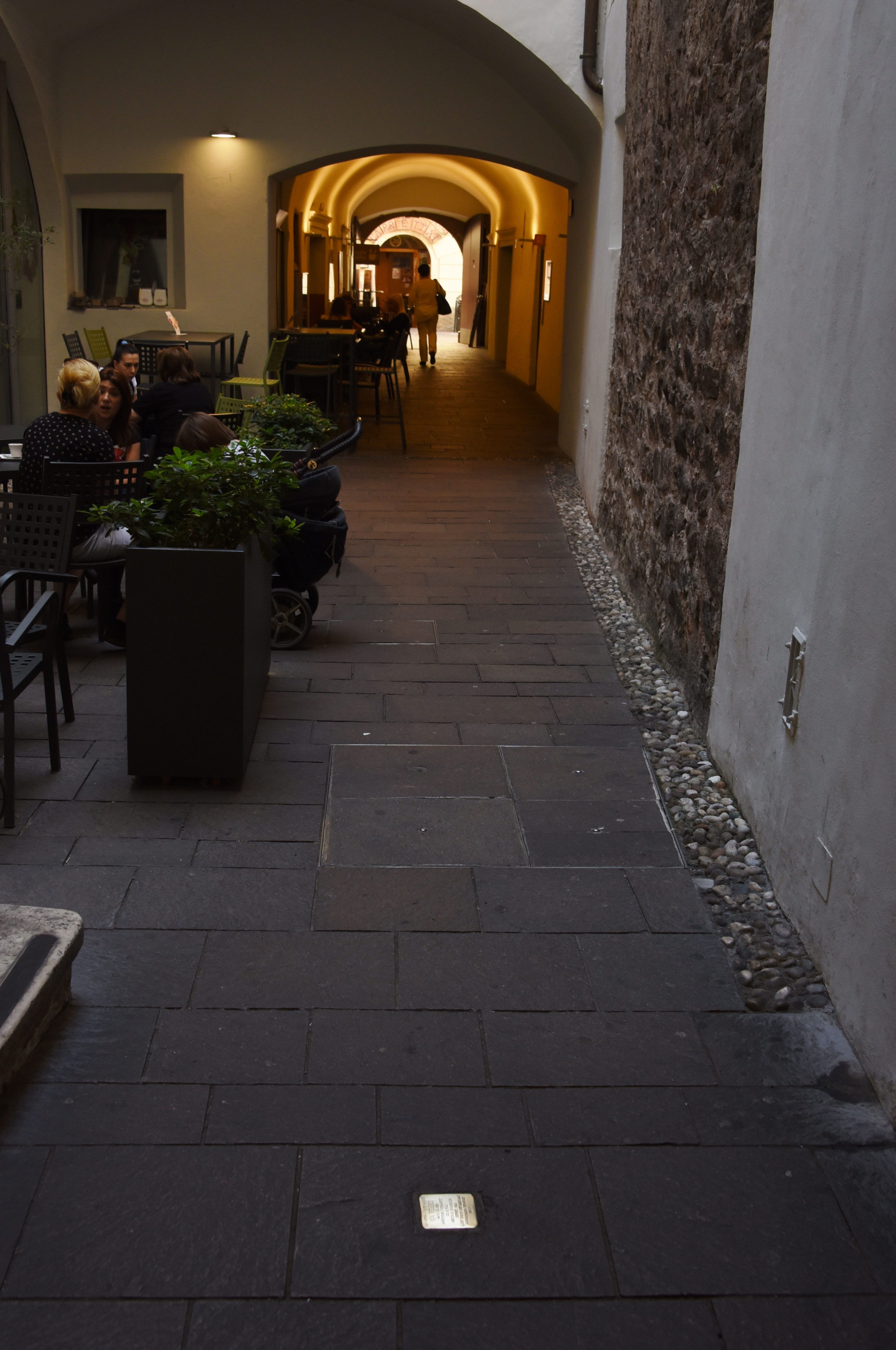
Una delle pietre d'inciampo poste a Bolzano

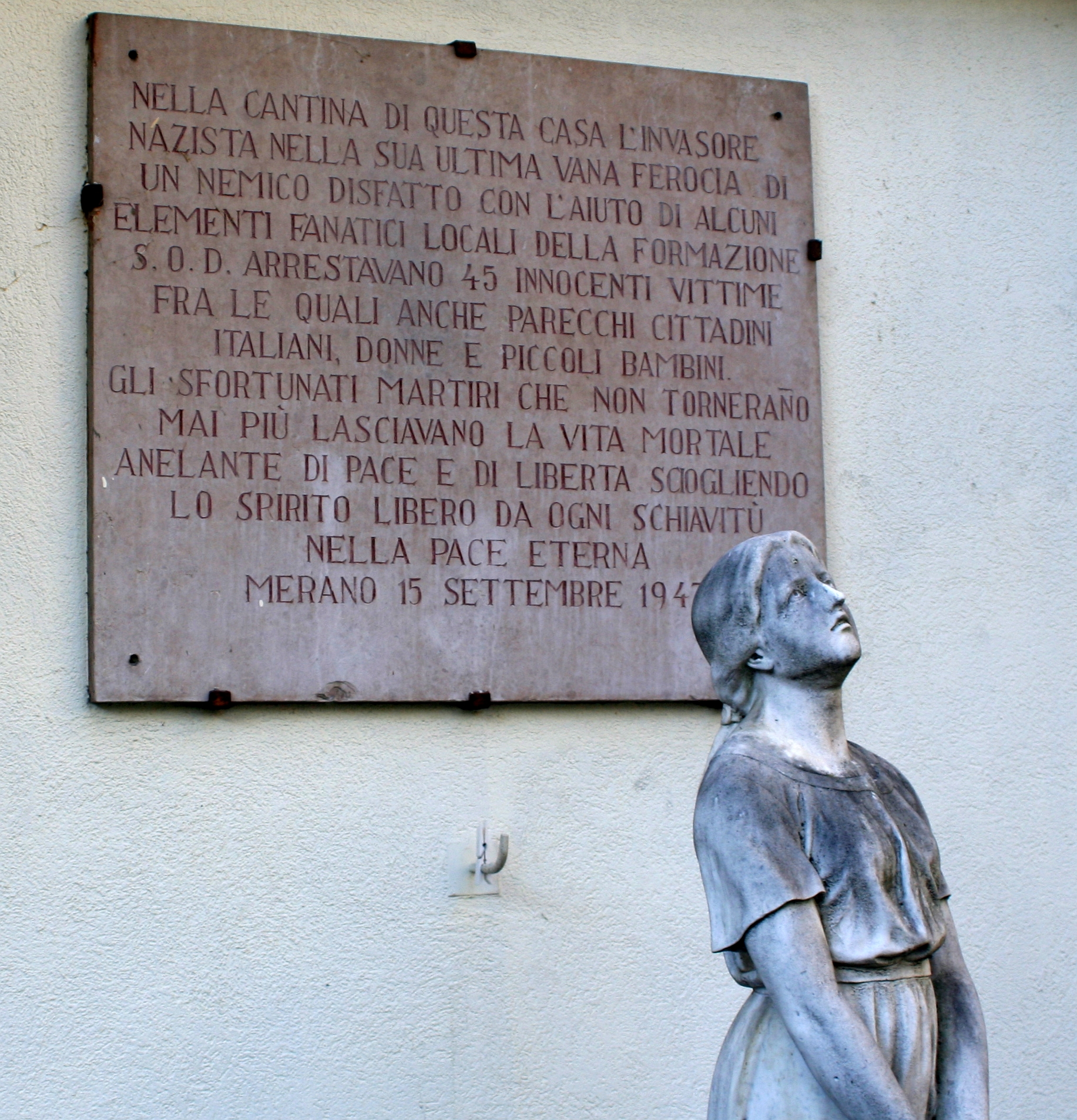
Memoriale per gli ebrei meranesi nel giardino dell'ex casa dei balilla a Merano in via Otto Huber 36

La lista delle  pietre d'inciampo in Trentino-Alto Adige contiene l'elenco delle pietre d'inciampo (in tedesco Stolpersteine) poste in Trentino-Alto Adige; esse fanno parte di un'iniziativa dell'artista tedesco Gunter Demnig, il quale propose di depositare nel tessuto urbanistico e sociale delle città europee una memoria diffusa dei cittadini deportati nei campi di sterminio nazisti. Le prime pietre d'inciampo sono state poste a Merano il 19 e il 20 maggio 2012 a ricordo degli ebrei deportati dalla città altoatesina durante il settembre del 1943. Le pose in provincia di Bolzano presentano la doppia incisione italiano/tedesco.

## Contesto
Solo pochi giorni dopo l'occupazione dell'Italia settentrionale da parte delle truppe tedesche cominciata il 10 settembre del 1943 (con la creazione della Zona d'operazioni delle Prealpi o Operationszone Alpenvorland) cominciò un'importante opera di arresto e deportazione degli ebrei residenti nei territori occupati e, in particolar modo, a Merano, sede della comunità locale. Ulteriori ricerche hanno messo in luce come il fenomeno non abbia risparmiato anche Bolzano. In molti casi, gli organi nazisti potevano far riferimento alle liste di discriminazione già predisposte da parte delle amministrazioni comunali fasciste, in base alle Leggi razziali fasciste del 1938/39.
Il 16 settembre del 1943 25 persone vennero arrestate nella cantina della Casa dei Balilla (in via Otto Huber 36) e, il giorno seguente, vennero caricate su furgoni e deportate al Lager di Reichenau a Innsbruck. Solo una di queste 25 persone è sopravvissuta all'Olocausto, Valeska von Hoffmann.
In ricordo dei deportati Gunter Demnig sistemò a Merano nel maggio del 2012 33 pietre d'inciampo. L'iniziativa ha trovato il sostegno della comunità ebraica di Merano nonché degli allievi della scuola alberghiera Savoy, dei licei in lingua italiana e tedesca della città e dell'ITAS di Bolzano.

## Provincia di Bolzano

### Bolzano
La città di Bolzano ospita 21 pietre d'inciampo. Le prime quindici posate il 15 gennaio 2015 su iniziativa dell'Archivio Storico della Città di Bolzano e sulla base di specifiche ricerche storiche condotte da Sabine Mayr e Hannes Obermair. Il 27 gennaio 2024 sono state posate altre 6 pietre.
| Pietra d'inciampo | Pietra d'inciampo                                 | Pietra d'inciampo | Pietra d'inciampo | Note biografiche |
| Data di posa      | Luogo di posa                                     | Stolpersteine     | Incisione | Note biografiche |
| ----------------- | ------------------------------------------------- | ----------------- | --- | --- |
| 15 gennaio 2015   | Vicolo delle Erbe 8 46.499384°N 11.35193°E        |                   | QUI ABITAVA/HIER WOHNTE ADALGISA ASCOLI NATA/JG. 1887 ARRESTATA/VERHAFTET 17.9.1943 DEPORT. 1943 LUOGO IGNOTO/ORT UNBEKANNT ASSASSINATA/ERMORDET                          | Adalgisa Ascoli (Roma, 7 maggio 1887 – ?, ?) Tra il 16 ed il 17 settembre 1943 venne arrestata, per poi essere deportata al Lager Reichenau il 28 settembre 1943. Successivamente venne deportata o al campo di concentramento di Auschwitz oppure al campo di concentramento di Flossenbürg. Luogo e data di morte sono ignoti. |
| 15 gennaio 2015   | Via Cassa di Risparmio 16 46.499337°N 11.349117°E |                   | QUI ABITAVA/HIER WOHNTE ALBERTO CARPI NATO/JG. 1926 ARRESTATO/VERHAFTET 9.9.1943 DEPORT. 1943 LUOGO IGNOTO/ORT UNBEKANNT ASSASSINATO/ERMORDET                             | Alberto Carpi (Innsbruck, 24 gennaio 1926 – Auschwitz, ?) I suoi genitori erano Renzo Carpi e Lucia Rimini. Aveva due sorelle, Germana e Olimpia. Fu arrestato a Bolzano e deportato – insieme a genitori e le sorelle – al campo di concentramento di Auschwitz. Non è sopravvissuto alla Shoah, come tutta la sua famiglia. |
| 15 gennaio 2015   | Via Cassa di Risparmio 16 46.499337°N 11.349117°E |                   | QUI ABITAVA/HIER WOHNTE GERMANA CARPI NATA/JG. 1927 ARRESTATA/VERHAFTET SETT./SEPT. 1943 DEPORT. 1943 LUOGO IGNOTO/ORT UNBEKANNT ASSASSINATA/ERMORDET                     | Germana Carpi (Innsbruck, 26 maggio 1927 – Auschwitz, ?) Figlia di Renzo Carpi e Lucia Rimini. Aveva un fratello maggiore, Alberto, e una piccola sorella, Olimpia. Tutta la famiglia fu arrestata e deportata al campo di concentramento di Auschwitz. Nessuno di loro è sopravvissuto alla Shoah. |
| 15 gennaio 2015   | Via Cassa di Risparmio 16 46.499337°N 11.349117°E |                   | QUI ABITAVA/HIER WOHNTE OLIMPIA CARPI NATA/JG. 1940 ARRESTATA/VERHAFTET SETT./SEPT. 1943 DEPORT. 1943 LUOGO IGNOTO/ORT UNBEKANNT ASSASSINATA/ERMORDET                     | Olimpia Carpi (Bolzano, 27 marzo 1940 – Auschwitz, 7 marzo 1944) fu la vittima della Shoah più giovane di Bolzano, assassinata ancora prima di aver compiuto i quattro anni di vita. I suoi genitori erano Renzo Carpi e Lucia Rimini. Aveva un fratello e una sorella, Alberto e Germana. Tutta la famiglia venne arrestata a Bolzano il 28 settembre 1943. Furono detenuti prima al campo di transito di Bolzano e poi al campo di Reichenau, nei pressi di Innsbruck, e successivamente deportati nel campo di concentramento di Auschwitz. Nessuno di loro è sopravvissuto alla Shoah. Nel 2003 le è stato intitolato un parco giochi a Bolzano e spesso è ricordata, per la sua giovane età, come la "Anna Frank di Bolzano". |
| 15 gennaio 2015   | Via Cassa di Risparmio 16 46.499337°N 11.349117°E |                   | QUI ABITAVA E LAVORAVA HIER WOHNTE UND ARBEITETE RENZO CARPI NATO/JG. 1887 ARRESTATO/VERHAFTET 9.9.1943 DEPORT. 1943 LUOGO IGNOTO/ORT UNBEKANNT ASSASSINATO/ERMORDET      | Renzo Carpi (Mantova, 24 luglio 1887 – Auschwitz, ?). Era figlio di Pilade Carpi e di Argia Vivante. A Mantova incontrò Lucia Rimini e la sposò. La coppia si trasferì presto a Innsbruck, dove concepì i loro primi due figli Alberto e Germana; successivamente nacqua anche la loro terza figlia: Olimpia. Nel 1933, la famiglia si stabilì a Bolzano. Furono tutti arrestati, detenuti prima al campo di transito di Bolzano e poi al campo di Reichenau, nei pressi di Innsbruck. Furono tutti deportati nel campo di concentramento di Auschwitz. Non è sopravvissuto alla Shoah, così come tutta la sua famiglia. |
| 15 gennaio 2015   | Via Cassa di Risparmio 16 46.499337°N 11.349117°E |                   | QUI ABITAVA/HIER WOHNTE LUCIA CARPI-RIMINI NATA/JG. 1900 ARRESTATA/VERHAFTET SETT./SEPT. 1943 DEPORT. 1943 LUOGO IGNOTO/ORT UNBEKANNT ASSASSINATA/ERMORDET                | Lucia Carpi-Rimini (Mantova, 18 luglio 1900 – Auschwitz, ) Sposata con Renzo Carpi, si trasferì presto a Innsbruck dove ebbe tre figli. Nel 1943 tutta la famiglia venne arrestata a Bolzano, detenuta prima al campo di transito di Bolzano e poi al campo di Reichenau, nei pressi di Innsbruck. Furono tutti deportati nel campo di concentramento di Auschwitz. Non è sopravvissuta alla Shoah, così come tutta la sua famiglia. |
| 15 gennaio 2015   | Via Antonio Rosmini 44 46.499534°N 46.499534°E    |                   | QUI ABITAVA/HIER WOHNTE ALDO CASTELLETTI NATO/JG. 1891 ARRESTATO/VERHAFTET 21.9.1943 DEPORT. 1943 LUOGO IGNOTO/ORT UNBEKANNT ASSASSINATO/ERMORDET                         | Aldo Salomone Castelletti (Mantova, 24 novembre 1881 – ?, ?) Proveniva da una famiglia di mercanti ebrei. Sposò Bianca Angela Colorni, con la quale ebbe un figlio, Carlo Alberto, e due figlie, Carla e Luciana. La moglie morì nel 1928. Dopo due anni si sposò a Budapest con Ermelinda Barla. La famiglia si trasferì a Bolzano all'inizio degli anni Trenta, per poi trasferirsi a Milano. Dopo il bombardamento di Milano fuggirono per Fondo nella Val di Non. L'intera famiglia venne arrestata il 21 settembre 1943 e imprigionata nel carcere di Merano. La donna e le due ragazze vennero rilasciate, in parte perché non soddisfacevano i requisiti "razziali", in parte per errore. Castelletti fu probabilmente deportato nel Lager Reichenau, situato vicino ad Innsbruck, e da lì a Auschwitz-Birkenau. Luogo e data della sua morte sono sconosciuti. |
| 15 gennaio 2015   | Via Andreas Hofer 18 46.501077°N 11.358249°E      |                   | QUI ABITAVA/HIER WOHNTE BERNHARD CZOPP NATO/JG. 1879 ARRESTATO/VERHAFTET DIC./DEZ.1943 TONEZZA DEL CIMONE DEPORT. 1944 AUSCHWITZ ASSASSINATO/ERMORDET 30.1.1944           | Bernhard Czopp (Leopoli, 18 agosto 1879 – ?, ?) Il 29 agosto 1939 venne privato della cittadinanza italiana e le autorità fascisti l'hanno ripetutamente intimato di lasciare la provincia di Bolzano. Venne arrestato nel dicembre 1943 nella provincia di Vicenza e deportato ad Auschwitz-Birkenau. Non è sopravvissuto alla Shoah. Data e luogo della sua morte sono sconosciuti. |
| 15 gennaio 2015   | Piazza Erbe 9 46.499978°N 11.352799°E             |                   | QUI LAVORAVA/HIER ARBEITETE AUGUSTE FREUND NATA/JG. 1882 ARRESTATA/VERHAFTET 1944 FOSSOLI DEPORT. 1944 AUSCHWITZ ASSASSINATA/ERMORDET 23.5.1944                           | Auguste Freund (Praga, 17 aprile 1882 – Birkenau, 23 maggio 1944) Gestiva un negozio, che venne chiuso a causa delle leggi razziali. Quando un ufficiale di polizia della città chiese il suo domicilio, non ricevette alcuna informazione. La data dell'arresto e della sua deportazione sono sconosciuti. Il 16 maggio 1944 venne trasferita dal campo di transito di Fossoli ad Auschwitz-Birkenau. Venne uccisa subito dopo il suo arrivo. |
| 15 gennaio 2015   | Via Leonardo da Vinci 8 46.498976°N 11.350603°E   |                   | QUI ABITAVA/HIER WOHNTE CHARLOTTE LANDAU-NEUWOHNER NATA/JG. 1885 ARRESTATA/VERHAFTET 1943 FOSSOLI DEPORT. 1944 AUSCHWITZ ASSASSINATA/ERMORDET                             | Charlotte Landau Neuwohner (18 febbraio 1885 – ?, ?) Viveva a Bolzano assieme a suo marito e sua figlia Felicitas. Nel settembre del 1939, Charlotte e Felicitas vennero condannate a dieci giorni di reclusione per non aver presentato le loro dichiarazioni di "affiliazione razziale". Il 22 luglio 1940 Charlotte Landau venne internata a Lanciano, due anni dopo la stessa sorte capitò a sua figlia. Vennero arrestate il 30 novembre 1943 dalle SS. Nel marzo del 1944 vennero trasferite nel campo di transito di Fossoli, per venire successivamente deportate al campo di concentramento di Auschwitz il 5 aprile 1944. La loro sorte è sconosciuta. |
| 15 gennaio 2015   | Via Leonardo da Vinci 8 46.498976°N 11.350603°E   |                   | QUI ABITAVA/HIER WOHNTE FELICITAS LANDAU NATA/JG. 1913 ARRESTATA/VERHAFTET 1943 FOSSOLI DEPORT. 1944 AUSCHWITZ ASSASSINATA/ERMORDET                                       | Felicitas Landau (Leopoli, 15 febbraio 1913 – ?, ?) Venne arrestata assieme alla madre a Pollenza il 30 novembre 1943. Nel marzo 1944 vennero deportate al campo di transito di Fossoli, per venire successivamente trasferite al campo di concentramento di Auschwitz il 5 aprile 1944. La loro sorte è sconosciuta. |
| 15 gennaio 2015   | Piazza Erbe 7 46.500065°N 11.353017°E             |                   | >QUI LAVORAVA/HIER ARBEITETE WILHELM ALEXANDER LOEW-CADONNA NATA/JG. 1873 ARRESTATO/VERHAFTET 1944 KZ BOZEN DEPORT. 1944 AUSCHWITZ ASSASSINATO/ERMORDET                   | Wilhelm Alexander Loew-Cadonna (Vienna, 9 giugno 1873 – Auschwitz, ?) All'età di 14 anni lasciò la comunità ebraica. Dopo gli studi universitari di diritto a Vienna, rilevò lo studio legale di suo padre. Allo scoppio della prima guerra mondiale, si arruolò da volontario nelle forze armate austro-ungariche. Nel dopoguerra si rifugiò a Sopramonte, dove la famiglia del dottor Cadonna lo proteggeva dalle truppe italiane. Si innamorò della figlia, Beatrice Cadonna, e la sposò. Decise di non tornare a Vienna. La coppia aveva un figlio, Guido, che più tardi divenne un medico radiologo. La notte del 16 febbraio 1944 le SS fecero irruzione nel suo appartamento, portandolo al distretto della Gestapo per interrogarlo. Venne detenuto nel campo di transito di Bolzano sotto accusa di dichiarazioni antigovernative. Il 24 ottobre 1944 venne deportato nel campo di concentramento di Auschwitz, dove ricevette il numero 199872. La sua data di morte è sconosciuta. |
| 15 gennaio 2015   | Via Leonardo da Vinci 1 46.498891°N 11.3522°E     |                   | QUI ABITAVA/HIER WOHNTE ADOLF SCHWARZ NATO/JG. 1871 ARRESTATO/VERHAFTET 20.4.1944 FOSSOLI DEPORT. 1944 LUOGO IGNOTO/ORT UNBEKANNT ASSASSINATA/ERMORDET                    | Adolf Schwarz (Stadtschlaining, 4 luglio 1871 – Auschwitz, 2 agosto 1944) Lavorava come impiegato e visse nella "Casa Waldenburg", che apparteneva ad Arnold Schwarz. Venne arrestato in una località sconosciuta il 20 aprile 1944 e trasferito nella prigione di Trento. Il 4 giugno 1944 venne deportato al Campo di transito di Fossoli. Il 1º agosto 1944 è stato portato a Verona e il giorno seguente venne deportato con l'ultimo treno per il campo di concentramento di Auschwitz. |
| 15 gennaio 2015   | Via dei Portici 30 46.499662°N 11.354858°E        |                   | QUI ABITAVA/HIER WOHNTE ADA TEDESCO NATO/JG. 1881 ARRESTATO/VERHAFTET 23.9.1943 GESTAPO INNSBRUCK DEPORT. 1944 LUOGO IGNOTO/ORT UNBEKANNT ASSASSINATA/ERMORDET 1945       | Ada Tedesco (Verona, 20/21 settembre 1881 – ?, ?) Venne arrestata a Bolzano nel settembre di 1943. Fu trasferita il 25 giugno 1944 nel carcere di Bressanone e da lì trasferita il 29 agosto 1944 a Innsbruck. La Gestapo la internò nel Lager di Reichenau, prima di deportarla nel 1944/45 presumibilmente a Auschwitz-Birkenau, ove fu assassinata. |
| 15 gennaio 2015   | Via della Mostra 17 46.498559°N 11.352604°E       |                   | QUI ABITAVA/HIER WOHNTE JOSEF WEINSTEIN NATO/JG. 1876 ARRESTATO/VERHAFTET KZ BOZEN DEPORT. 1944 AUSCHWITZ ASSASSINATO/ERMORDET 28.10.1944                                 | Josef Weinstein (Bánov, 20 giugno 1876 – Birkenau, 28 ottobre 1944) All'età di vent'anni si trasferì a Trento e divenne un agente commerciale. Nel 1905 sposò Ellen Brauner, con la quale visse a Trento e ebbe 4 figli. Nell'aprile del 1919 la famiglia si trasferisce a Merano. La moglie morì nel 1931. L'anno seguente Weinstein andò in bancarotta. Dal 1936 al 1938 lavorava come ambulante. Venne arrestato a Torre Boldone nei pressi di Bergamo e deportato al campo di concentramento di Bolzano. Il 24 ottobre 1944 fu trasferito da lì al campo di sterminio di Auschwitz-Birkenau, dove fu assassinato subito dopo il suo arrivo. Solo Hilda è sopravvissuta alla Shoah. |
| 27 gennaio 2024   |                                                   |                   | QUI ABITAVA/HIER WOHNTE GIROLAMO MENEGHINI NATO/JG. 1912 ARRESTATO/VERHAFTET 1944 DEPORTATO/DEPORTIERT KZBOLZANO/BOZEN 1945 MAUTHAUSEN ASSASSINATO/ERMORDERT 4.4.1945     | Girolamo Meneghini (Arsiero, 16 ottobre 1912 - Gusen, 4 aprile 1945), antifascista, partigiano, coniugato con Maria Lanaro. Impiegato presso la Feltrinelli Masonite di Bolzano, organizzatore delle prime cellule del CLN altoatesine. Tramite radiotrasmittente si occupa anche di tenere i contatti con gli alleati. Scoperto e arrestato alla vigilia di Natale del 1944, unitamente agli altri sei responsabili dell'organizzazione clandestina, subisce torture ripetute durante gli interrogatori nella sede della Gestapo prima dell'internamento nel campo di transito di Via Resia, dal quale due mesi dopo è deportato nel Reich con destinazione Mauthausen, dove giunge il 4 febbraio 1945, maricola 126288. Trasferito a Gusen, muore al campo il 4 aprile 1945. |
| 27 gennaio 2024   |                                                   |                   | QUI ABITAVA/HIER WOHNTE ERMINIO FERRARI NATO/JG. 1905 ARRESTATO/VERHAFTET 1944 DEPORTATO/DEPORTIERT KZBOLZANO/BOZEN 1945 MAUTHAUSEN ASSASSINATO/ERMORDERT 24.3.1945       | Erminio Ferrari (Condino, 17 settembre 1905 - Gusen, 24 marzo 1945), antifascista, partigiano, coniugato con Gemma Baldracchi. Vigile del fuoco a Bolzano, Merano, Bressanone, Vipiteno, quindi nuovamente Bolzano dove, alla proclamazione dell'armistizio dell'8 settembre 1943, entra a far parte del CLN locale. Arrestato il 22 dicembre 1944, unitamente agli altri sei responsabili dell'organizzazione clandestina, subisce torture ripetute durante gli interrogatori nella sede della Gestapo prima dell'internamento nel nel campo di transito di Via Resia, dal quale due mesi dopo è deportato nel Reich con destinazione Mauthausen, dove giunge il 4 febbraio 1945, maricola 126177. Trasferito il 3 marzo 1945 a Gusen, ritorna il 13 marzo a Mauthausen ricoverato in infermeria dove muore il 24 marzo 1945. |
| 27 gennaio 2024   |                                                   |                   | QUI ABITAVA/HIER WOHNTE DECIO FRATINI NATO/JG. 1905 ARRESTATO/VERHAFTET 1944 DEPORTATO/DEPORTIERT KZBOLZANO/BOZEN 1945 MAUTHAUSEN ASSASSINATO/ERMORDERT 27.4.1945         | Decio Egisto Fratini (Castiglione del Lago, 7 aprile 1905 - Gusen, 27 aprile 1945), antifascista, partigiano, dirigente d'azienda a Merano. Dopo l'armistizio dell'8 settembre 1943, entra a far parte del CLN locale. È arrestato in azienda il 19 dicembre 1944. Come i suoi compagni, dopo l'internamento nel campo di transito di Via Resia, è deportato nel Reich con destinazione Mauthausen, dove giunge il 4 febbraio 1945, maricola 126189. Trasferito a Gusen, muore al campo il 27 aprile 1945. |
| 27 gennaio 2024   |                                                   |                   | QUI ABITAVA/HIER WOHNTE RENATO ROMEO TREVISAN NATO/JG. 1915 ARRESTATO/VERHAFTET 1944 DEPORTATO/DEPORTIERT KZBOLZANO/BOZEN 1945 MAUTHAUSEN ASSASSINATO/ERMORDERT 29.3.1945 | Renato Romeo Trevisan (Padova, 17 giugno 1915 - Gusen, 29 marzo 1945), antifascista, partigiano, meccanico allo stabilimento Lancia di Bolzano. Col nome di battaglia Trevi, dopo l'armistizio dell'8 settembre 1943, entra a far parte del CLN locale. Arrestato il 19 dicembre 1944, come gli altri sei suoi compagni, dopo l'internamento al campo di transito di Via Resia, è deportato nel Reich con destinazione Mauthausen, dove giunge il 4 febbraio 1945, maricola 126466. Trasferito il 16 febbraio a Gusen, muore al campo il 29 marzo 1945. |
| 27 gennaio 2024   |                                                   |                   | QUI ABITAVA/HIER WOHNTE WALTER MASETTI NATO/JG. 1910 ARRESTATO/VERHAFTET 1944 DEPORTATO/DEPORTIERT KZBOLZANO/BOZEN 1945 MAUTHAUSEN ASSASSINATO/ERMORDERT 20.2.1945        | Walter Masetti (Sala Bolognese, 13 marzo 1910 - Gusen, 20 febbraio 1945), antifascista, partigiano, coniugato con Libera Arstani. Icritto al P.C.I. già in giovanissima età, inviato al confino dal 1930 al 1933 presso Campobasso. A Bolzano lavora come operaio presso lo stabilimento Lancia, dove continua la sua attività antifascista clandestina. Dopo l'armistizio dell'8 settembre 1943 è componente del CLN locale; come i sei suoi compagni è arrestato il 19 dicembre 1944, dalla Gestapo in fabbrica. Interrogato e torturato prima dell'internamento nel campo di transito di Via Resia, quindi deportato nel Reich con destinazione Mauthausen, dove giunge il 4 febbraio 1945. Trasferito a Gusen, muore al campo il 20 febbraio 1945. |
| 27 gennaio 2024   |                                                   |                   | QUI ABITAVA/HIER WOHNTE TULLIO DEGASPERI NATO/JG. 1906 ARRESTATO/VERHAFTET 1944 DEPORTATO/DEPORTIERT KZBOLZANO/BOZEN 1945 MAUTHAUSEN ASSASSINATO/ERMORDERT 28.4.1945      | Tullio Degasperi (Ala, 24 luglio 1906 - Gusen, 28 aprie 1945), antifascista, partigiano, pur risiedendo a Trento con moglie e due figli, lavora a Bolzano come elettrochimico. Dopo l'armistizio dell'8 settembre 1943 entra a far parte del CLN locale, capogruppo della cellula comunista, milita nelle fila del GAP con il nome di battaglia "Ivan". Arrestato in fabbrica il 17 dicembre 1944 dalla Gestapo, dopo interrogatori e maltrattamenti, segue il destino dei compagni: internato nel campo di transito di Via Resia, quindi deportato nel Reich con destinazione Mauthausen, dove giunge il 4 febbraio 1945, matricola 126162. Trasferito a Gusen, muore al campo il 28 aprile 1945. |

### Merano
| Pietra d'inciampo | Pietra d'inciampo                          | Pietra d'inciampo | Pietra d'inciampo | Note biografiche |
| Data di posa      | Luogo di posa                              | Stolpersteine     | Incisione | Note biografiche |
| ----------------- | ------------------------------------------ | ----------------- | --- | --- |
| maggio 2012       | Piazza Steinach 1                          |                   | HIER WOHNTE/QUI ABITAVA DAVID APFEL JG./NATO 1871 DEP. 5.4.1944 FOSSOLI ERMORDET/UCCISO AUSCHWITZ 10.4.1944                                                                   | David Apfel, figlio di Marcus Apfel e Giuseppina Levi, nacque il 26 aprile 1871 a Jevíčko, oggi nella Repubblica Ceca. Era un pellicciaio e dal 1923 visse e lavorava a Merano. Sposava Rosa Wechsler. Fu arrestato a Sala Baganza al 6 dicembre 1943 e venne deportato ad Auschwitz con il convoglio n. 9 che partiva da Fossoli al 5 aprile 1944 con 935 persone catturate e che si fermava a Verona. Su questo treno furano anche Edmund Breuer (un fotografo nato a Merano nel 1909 ed arrestato a Roma al 25 febbraio 1944) e Dorothea Gronich (un'educatrice, nata a Merano nel 1898 da Antonia Herches e Wolfgang Gronich, un chimico). Venne assassinato il 10 aprile 1944. |
| maggio 2012       | Via Goethe 15 46.675464°N 11.153678°E      |                   | HIER WOHNTE/QUI ABITAVA JACOB AUGAPFEL JG./NATO 1871 DEP. FOSSOLI ERMORDET/UCCISO AUSCHWITZ 30.6.1944                                                                         | Jacob Augapfel, sua moglie Rosa Wallach e loro figlio Emmanuel Augapfel furano tutti assassinati dal regime nazista. Jacob Augapfel nacque il 12 maggio 1871 a Buczacz in Galizia che allora fu parte dell'Impero austro-ungarico e che oggi appartiene all'Ucrania. Buczacz fu un centro politico dell'ebraismo. I genitori erano Gustav Augapfel e Eber Brawne. Jacob era sposato con Rosa Wallach (anche lei di Buczacz, nata il 10 marzo 1873). Vivevano a Vienna e avevano quattro figli. Nel 1938 la coppia ha seguito i loro figli, il medico Hermann Augapfel e il mercante di pellicce Moses Augapfel. Furano deportati ad Auschwitz nell'aprile 1944. |
| maggio 2012       | Via Otto Huber 2 46.6702°N 11.1565°E       |                   | HIER WOHNTE/QUI ABITAVA LODOVICO BALOG JG./NATO 1869 DEP. 16.9.1943 REICHENAU ERMORDET/UCCISO AUSCHWITZ 7.3.1944                                                              | Lodovico Balog, originalmente Ludwig, nacque il 7 agosto 1869 a Szent-Peter in Ungheria. Suoi genitori erano Adolf Balog e Antonia nata Friedman. Si è laureato nel 1893 all'Università di Vienna. Nel 1894 commissionò la costruzione di una grande villa in via Otto Huber. Il costruttore era Pietro Delugan. Qui stabilì un sanatorio, che condusse fino al 1939. Coniugato con Josefine Freund, chiamata anche Giuseppina (vedi sotto). Avevano una figlia, Susanne, nata il 12 maggio 1911 a Merano, chiamata Suzy. Lodovico Balog e la sua moglie furano arrestati a Bolzano e poi deportato nel campo di concentramento di Auschwitz, con il convoglio che partiva al 16 settembre 1943 a Merano. I trasporto andava via Reichenau. La coppia non è sopravvissuta alla Shoah. Suzy Balog sopravvisse alla Shoah fuggendo a Budapest. Dopo la caduta del regime Nazista tornò in Alto Adige, eriditò la casa di cura e morì nel 1951. Gli eredi vendettero la villa. Per parecchio tempo, l'edificio fu usato come albergo. Si chiamava Hotel Augusta. Oggi la villa ospita la cooperativa sociale Haus Sonnenschein. |
| maggio 2012       | Via Manzoni 13 46.668737°N 11.158582°E     |                   | HIER WOHNTE/QUI ABITAVA GELTRUDE BENJAMIN JG./NATA 1872 DEP. 16.9.1943 REICHENAU ERMORDET/UCCISA AUSCHWITZ 7.3.1944                                                           | Geltrude Elkan in Benjamin, anche Gertrude, nacque negli anni '870 a Labiau, oggi Polessk. Suoi genitori erano Luis Elkan e Coelestine Lephena (nata nel 1848), entrambe nate a Labiau (vicino Königsberg). Aveva una sorella, Meta (vedi sotto), che sposava il medico Leopold Sarason (1869-1918), le due erano residenti a Merano dal settembre 1910. Geltrude sposava un signor Benjamin, di cui non si sa nulla. Nel 1938, Geltrude e la madre arrivavano a Merano per stare con la vedova Meta, fuori del regime nazista. La madre era già novantenne quando arrivò a Merano. Durante il censimento la madre fu registrata come "provvisoria" e Geltrude come "ospite a cura". Nel luglio del 1939 Geltrude Benjamin si trasferisce per qualche mese a Napoli per poi tornare a Merano. Celeste Elkan, la madre delle due sorelle, morì il 12 settembre 1943. Quattro giorni dopo, il 16 settembre 1943, le sorelle tentavano di avvelenarsi quando la Gestapo si avvicinò. Furono arrestate comunque, detenute alla casa del Balilla e poi deportate al campo di sterminio di Auschwitz. Lì morirono tutte e due il 7 marzo 1944, presumibilmente in una camera a gas. |
| maggio 2012       | Via Manzoni 13 46.668737°N 11.158582°E     |                   | HIER WOHNTE/QUI ABITAVA META BENJAMIN SARASON JG./NATA 1878 DEP. 16.9.1943 REICHENAU ERMORDET/UCCISO AUSCHWITZ 7.3.1944                                                       | Meta Elkan in Sarason nacque presumibilmente il 22 settembre a Labiau, oggi Polessk. Suoi genitori erano Luis Elkan e Coelestine Lephena, chiamata anche Celeste (nata nel 1848), entrambe nate a Labiau (vicino Königsberg). Aveva una sorella, Geltrude (vedi sopra). Meta Elkan sposava il medico Leopold Sarason (nato il 25 dicembre 1869). Dal settembre 1910 i coniugi risiedevano a Merano. Lì muore il marito il 2 ottobre 1918. La vedova rimase nella città. Nel 1938, la madre, già novantenne, e la sorella arrivavano a Merano. Stavano cercando un posto sicuro lontano dai nazisti. Durante il censimento la madre fu registrata come "provvisoria" e Geltrude come "ospite a cura". La madre morì il 12 settembre 1943. Le sorelle furono arrestate a Merano il 16 settembre 1943 e tentavano invano di avvelenarsi. Furono detenute alla casa del Balilla e poi deportate al campo di sterminio di Auschwitz. Lì morirono tutte e due il 7 marzo 1944. |
| maggio 2012       | Via Mainardo 15 46.672602°N 11.157767°E    |                   | HIER WOHNTE/QUI ABITAVA CATERINA ROBITSCHEK BREUER JG./NATA 1875 DEP. 16.9.1943 REICHENAU ERMORDET/UCCISA AUSCHWITZ 7.3.1944                                                  | Caterina Robitschek in Breuer era la figlia di Leopoldo Robitschek e Eugenia Feiertag. Nacque il 10 giugno 1875 a Vienna. Coniugata con Guglielmo Breuer (vedi sotto). La coppia aveva tre figli, Otto, Friedrich ed Edmund/Edmondo. È stata rrestata a Merano e di seguito deportata nel campo di concentramento di Auschwitz, via Reichenau. Non è sopravvissuta alla Shoah. I tre figli morirono tutti prima del crollo del regime nazista: - Otto Breuer, nato il 16 dicembre 1902 a Vienna, divenne agente commerciale e si sposò con Blanka Regner. La coppia aveva due figli, Paul Breuer (1934-2014) e Michael Breuer. Otto voleva fuggire verso Shanghai, ma in qualche modo arrivava in Palestina con la moglie e con almeno un figlio. Lì morì nel 1944. Del figlio Michael non si sa niente. Nel 1985, una Blanka Kopfstein presentava quattro rapporti sui morti della famiglia Breuer a Yad Vashem, dichiarandosi la cognata di Fritz Breuer. A questo tempo viveva in Gerusalemme. Paul Breuer aggiungeva David al suo nome. Morì in Israele al eta di 79 anni. - Friedrich Breuer, anche Fritz, nato 1906 a Vienna, morì in Francia (secondo la cognata Blanka Kopfstein) oppure fu deportato ad Auschwitz ed assassinato "prima del 1945" (secondo Hohenems Genealogy). - Edmondo Breuer, nato il 22 luglio 1909 a Merano, divenne fotografo e fuggiva dai tedeschi. Non si sa dove stava tra 1939 e 1943. In quest'anno raggiungeva Roma dove fu arrestato il 25 febbraio 1944. Fi trasferito al campo di transito di Fossoli e deportato al campo di concentramento di Auschwitz il 5 aprile 1944. Arrivò cinque giorni dopo e fu assassinato dal regime naziste in luogo ignoto e in data ignota. |
| maggio 2012       | Via Mainardo 15 46.672602°N 11.157767°E    |                   | HIER WOHNTE/QUI ABITAVA GUGLIELMO BREUER JG./NATO 1871 DEP. 16.9.1943 REICHENAU ERMORDET/UCCISO AUSCHWITZ 7.3.1944                                                            | Guglielmo Breuer, originalmente Wilhelm, era il figlio di Maurizio Breuer e Sally Hecht e nacque il 4 maggio 1871 a Hlohovec, oggi in Slovacchia. Era coniugato con Caterina Robitschek (vedi sopra). La coppia aveva tre figli, Otto, Friedrich ed Edmund/Edmondo (vedi sopra). Arrestato il 16 settembre 1943 a Merano. Deportato lo stesso giorno nel campo di concentramento di Auschwitz, via Reichenau. Non è sopravvissuto alla Shoah. |
| maggio 2012       | Vicolo Steinach 4                          |                   | HIER WOHNTE/QUI ABITAVA ELENA DE SALVO JG./NATA 1937 DEP. 16.9.1943 REICHENAU ERMORDET/UCCISA AUSCHWITZ 7.3.1944                                                              | Elena Francesca de Salvo nacque nel 1937 a Merano. Era la figlia di Pasquale De Salvo e Francesca Stern (vedi sopra). La ragazza e sua madre furano arrestate il 16 settembre 1943 a Merano e detenute nella casa del Balilla. Sono state deportate lo stesso giorno con il convoglio n. 1 al campo di transito di Reichenau e di lì al campo di concentramento di Auschwitz. Fu assassinata il 7 marzo 1944. Anche sua madre non è sopravvissuta alla Shoah. Suo padre non era presente quando venivano arrestate la moglie e la piccola figliola. Fu arrestato anche lui e poi è stato intimato di non cercare ne sua moglie ne la bimba, previa punizione di morte. Non poteva impedire l'assassino dei suoi cari. |
| maggio 2012       | Vicolo dei Macellai 4                      |                   | HIER WOHNTE/QUI ABITAVA JOHANN DIRLER JG./NATO 1893 VERHAFTET/ARRESTATO 15.1.1941 DACHAU VERLEGT/TRASFERITO SCHLOSS HARTHEIM ERMORDET/UCCISO 19.1.1942                        | Johann Dirler nacque il 1 luglio 1893 a Innsbruck. Si trasferì a Merano e fece il cameriere. Sposò con Klara Ampach. Non si sa quando e perché fu arrestato dal regime Nazista. Fu portato al campo di concentramento di Dachau il 15 gennaio 1941 dalla Kriminalpolizei. È stato registrato come delinquente comune. Dopo un anno di dolori e dell'orrore, venne trasferito al campo di concentramento di Neuengamme al Nord della Germania, per lavori forzati. Fu riportato a Dachau e venne presumibilmente una vittima di “esperimenti pseudo-medici”. Soffriva di sottonutrizione e aveva una phlegmone alla mano sinistra, una necrosi dei tessuti. Nel settembre del 1941 fu selezionate per l'Aktion 14f13 non sapendo che questo fosse la sua condanna a morte. Per ordine di Himmler del 1941 i campi di concentramento dovevano venire svuotati almeno del 20% ed a Dachau sei ha scelto la collaborazione con il castello di Hartheim, uno dei sei campi di sterminio per la cosiddetta "eutanasia". Lì c'era una camera a gas. Venne operato il 12 dicembre 1941 senza alcun tipo di anestesia. Questa operazione non serviva per guarirlo perché sapevano molto bene cosa succederà al detenuto. Johann Dirler venne trasferito il 19 gennaio 1942 al castello di Hartheim. Fu gasato. |
| maggio 2012       | Via Otto Huber 2 46.6702°N 11.1565°E       |                   | HIER WOHNTE/QUI ABITAVA GIUSEPPINA FREUND BALOG JG./NATA 1874 DEP. 16.9.1943 REICHENAU ERMORDET/UCCISA DATUM UNBEKANNT IN DATA IGNOTA                                         | Giuseppina Freund Balog nacque il 21 oppure il 27 dicembre 1874 a Edelény in Ungheria. Suoi genitori erano Adolfo Freund e Gisela Tausk. Coniugato con Lodovico Balog (vedi sopra). Avevano una figlia, Susanne, nata il 12 maggio 1911 a Merano. Giuseppina Freund Balog e suo marito furano arrestati a Bolzano e poi deportato nel campo di concentramento di Auschwitz, con il convoglio che partiva al 16 settembre 1943 a Merano. I trasporto andava via Reichenau. La coppia non è sopravvissuta alla Shoah. La figlia poteva sopravvivere alla Shoah. |
| maggio 2012       | Via Otto Huber 36 46.67316°N 11.156618°E   |                   | HIER WOHNTE/QUI ABITAVA REGINA GENTILLI JG./NATO 1884 DEP. 16.9.1943 REICHENAU ERMORDET/UCCISO DATUM UNBEKANNT IN DATA IGNOTA                                                 | Regina Gentilli nacque a Padova il 2 agosto 1884. Suoi genitori erano Lazzaro Gentilli e Penelope in Gentilli. Aveva almeno un fratello, Giulio. Il fratello si sposava con Caterina Heiss. La coppia aveva una figlia, Elda. La signora celibe viveva con il fratello e sua famiglia a Lagundo, un comune adiacente a Merano. La documentazione della sua vita è molto scarsa e contraddittoria. Si sa però che fu arrestata a Merano nel settembre 1943. L'arresto sarebbe avvenuto il 17 settembre; dal carcere di Merano Regina Gentilli fu deportata il 25 "presumibilmente per essere portata a Reichenau". Secondo il Centro di documentazione ebraica contemporanea (CDEC) invece fu arrestata il 16, detenuta alla casa del Balilla di Merano e deportata lo stesso giorno con il convoglio n. 1 verso il campo di sterminio di Auschwitz. Non si conoscono la data ne il luogo del decesso. |
| maggio 2012       | Corso Libertà 141 46.671124°N 11.15429°E   |                   | HIER WOHNTE/QUI ABITAVA DOMENIKUS GESCHINI JG./NATO 1900 VERHAFTET/ARRESTATO 20.12.1944 DACHAU ERMORDET/UCCISO 24.1.1945                                                      | Domenikus Geschini nacque il 28 ottobre 1900 a Merano. Di mestiere faceva il giardiniere. Fu arrestato per motivi politici e deportato al campo di concentramento di Dachau dove arrivò il 20 dicembre 1944 venendo immatricolato con il numero 135899. Ufficialmente fu detenuto in "custodia protettiva", come Schutzhäftling. Morì un mese dopo, nel blocco 9 dove venivano assembrati i malati di Tubercolosi. |
| maggio 2012       | Via Plankenstein 4 46.668622°N 11.166614°E |                   | HIER WOHNTE/QUI ABITAVA ENRICO GITTERMANN JG./NATO 1867 DEP. 16.9.1943 REICHENAU ERMORDET/UCCISO DATUM UNBEKANNT IN DATA IGNOTA                                               | John Gittermann, anche Giovanni oppure Enrico, era il figlio di Henry Gittermann e di Diana Lehmaier. Nacque il 14 marzo 1867 a Nuova York negli Stati Uniti. Di professione era avvocato. Secondo i documenti era benestante. Fu sposato con Claire Ottilie Kaeserberg, nata il 11 novembre 1878, vedova di Wilhelm Hänel, di nazionalità tedesca e di confessione protestante. Entrambi erano residenti di Merano dal 1923. John Gittermann fu denunciato nell'aprile del 1939 "per omessa dichiarazione di appartenenza alla razza ebraica". Fu condannato a cinque giorni di detenzione e dovesse pagare 100 Lire e le spese di giudizia. Nonostante quest'atto di persecuzione rimase in Alto Aige. Fu arrestato durante la notte dal 15 al 16 settembre 1943, detenuto alla casa del Balilla e deportato al campo di educazione al lavoro di Reichenau. Lì fu assassinato il 14 dicembre 1943 dal regime Nazista. |
| maggio 2012       | Via Mainardo 15 46.672602°N 11.157767°E    |                   | HIER WOHNTE/QUI ABITAVA LEOPOLD GÖTZ JG./NATO 1919 DEP. 24.9.1944 LAGER BOZEN/BOLZANO ERMORDET/UCCISO DATUM UNBEKANNT IN DATA IGNOTA                                          | Leopold Götz nacque il 5 marzo 1919 a Merano. Suoi genitori erano Hermann Götz (1875-1951) e di Camilla née Pick (1881-1933). Aveva due sorelle, Rosa (1904-?) e Olga (1909-1985), e un fratello, Kurt (1923-1985). Era un nipote di Maurizio Götz e Emma Saphir Götz (entrambi vedi sotto). Frequentò la scuola superiore e poi studiava medicina a Padova. Durante le sue vacanze in casa, ha aiutato nel negozio di alimentari. Era un membro della comunità ebraica. Divenne un medico. L'11 settembre 1939 fu privato della cittadinanza italiana. Quindi ha fatto domanda per la cittadinanza giamaicana. Fu arrestato il 22 settembre 1944 a Padova e trasferito nel campo di concentramento di Bolzano. Un mese dopo, il 24 ottobre 1944, fu deportato nel campo di concentramento di Auschwitz. È arrivato lì quattro giorni dopo. Il suo destino è sconosciuto. Fu dichiarato morto dal tribunale di Bolzano il 28 ottobre 1953. Anche lo zio Maurizio e la zia Luise furono assassinati nel corso della Shoah. |
| maggio 2012       | Via Mainardo 15 46.672602°N 11.157767°E    |                   | HIER WOHNTE/QUI ABITAVA MAURIZIO GÖTZ JG./NATO 1867 DEP. 16.9.1943 REICHENAU ERMORDET/UCCISO AUSCHWITZ 7.3.1944                                                               | Maurizio Götz, originalmente Moritz, nacque il 9 novembre 1867 a Pavlice. Era il figlio di Leopoldo Goetz e di Filippina née Wessely. Aveva quattro fratelli e tre sorelle. Coniugato con Emma née Saphir (vedi sotto), che veniva dalla Germania. La coppia aveva cinque figli, Berta (nata il 6 ottobre 1897), Katherina (1904-1931), Rodolfo (nato il 10 giugno 1907), Hilde (nata il 4 agosto 1908) e Gualtiero (nato il 17 maggio 1913). Arrestato a Merano (Bolzano). Deportato nel campo di concentramento di Auschwitz, via Reichenau. Non è sopravvissuto alla Shoah. Anche una delle sue sorelle e suo marito, Luise e Samuel Goldfluss, sono stati assassinati nel corso della Shoah, anche un nipote, Leopold (vedi sopra), morì. |
| maggio 2012       | Via Manzoni 11 46.66874°N 11.158585°E      |                   | HIER WOHNTE/QUI ABITAVA GIOVANNA GREGORI JG./NATA 1890 DEP. 16.9.1943 REICHENAU ERMORDET/UCCISO AUSCHWITZ 7.3.1944                                                            | Giovanna Gregori, originariamente Johanna Wolf, nacque il 23 oppure il 29 novembre 1890 a Bernkastel-Kues in Germania. Era la figlia di Nathan Wolf e di Eva Döblin. Coniugata con Otto Gregori. Venne arrestata il 17 maggio 1944 a Glorenza nel Val Venosta e detenuta nel carcere di Merano fino al 22 maggio 1944. Probabilmente fu trasferita nel Lager Reichenau e di lì deportata il 16 settembre 1943 nel campo di concentramento di Auschwitz. Non è sopravvissuta alla Shoah. |
| maggio 2012       | Via Valentin Haller 13                     |                   | HIER WOHNTE/QUI ABITAVA ABRAMO HAMMER JG./NATO 1868 DEP. 16.9.1943 REICHENAU ERMORDET/UCCISO AUSCHWITZ 7.3.1944                                                               | Abramo Hammer nacque il 22 febbraio 1868 a Terebovlja, oggi in Ucraina. Era il figlio di Guglielmo Hammer e Ester Schnitzler. Coniugato con Taube Kurz (vedi sotto), era di professione barbiere e di nazionalità rumeno. Era registrato a Lagundo dal marzo 1918 ed a Merano dal 15 agosto 1925. Durante il censimento le autorità hanno stabilito che i coniugi Hammer erano "partiti" per Desenzano del Garda il 15 settembre 1939 e di lì emigrati l'11 novembre dello stesso anno. Il 16 settembre 1943 si trovavano di nuovo a Merano. Dove si nascondevano nel frattempo non si sa. Furono arrestati e deportati nel campo di concentramento di Auschwitz, attraverso Reichenau, con il convoglio n. 1 del 16 settembre 1943. Non sono sopravvissuti alla Shoah. La coppia anziana fu assassinata il 7 marzo 1944 ad Auschwitz. |
| maggio 2012       | Via Otto Huber 3                           |                   | HIER WOHNTE/QUI ABITAVA GIUSEPPE ISRAEL HONIG JG./NATO 1860 DEP. 16.9.1943 REICHENAU ERMORDET/UCCISO DATUM UNBEKANNT IN DATA IGNOTA                                           | Giuseppe Israel Honig |
| maggio 2012       | Vicolo Steinach 2                          |                   | HIER WOHNTE/QUI ABITAVA LORENZO INAMA JG./NATO 1897 DEPORTIERT/DEPORTATO LAGER BOZEN/BOLZANO ERMORDET/UCCISO FLOSSENBÜRG 9.3.1945                                             | Lorenzo Inama nacque il 18 aprile 1897 a Sarnonico nel Trentino. I genitori erano Salvatore Inama e Maria Batocletti. Nel 1916 divenne un militare nell'esercito austro-ungarico. Serve nel corpo dei Kaiserjäger. Dopo la fine della guerra mondiale lo stato italiano lo mise in congedo. Nel 1928 si decide per l'emigrazione. Va in Argentina, dov'era già un fratello. Dopo quattro anni tornava in Italia e si trasferiva a Merano. Lavorava come falegname, si sposò con Caterina Tscholl, una meranese, e nell'agosto del 1942 aprì una ditta in via Cinema 5, la Falegnamerio per mobili e serramenti, riparazioni e simili. Abitava in via Enrico Toti 21. Suo figlio era fuggito nel bellunese, probabilmente unendosi ai partigiani. Risultava renitente alla leva nella milizia tedesca. Poiché i nazisti non potevano catturare il figlio, catturarono il padre. Nell'ottobre del 1944 lo rinchiusero nel campo di transito di Bolzano. Venne deportato al campo di concentramento di Flossenbürg il 19 gennaio 1945 e immatricolato con il numero 46647. Morì negli ultimi giorni del regno nazista, al 9 marzo 1945. |
| maggio 2012       | Via Valentin Haller 13                     |                   | HIER WOHNTE/QUI ABITAVA ANTONIA KURZ HAMMER TAUBE JG./NATA 1871 DEP. 16.9.1943 REICHENAU ERMORDET/UCCISO AUSCHWITZ 7.3.1944                                                   | Taube Kurz in Hammer, anche Antonia, nacque il 10 settembre 1871 a Černivci, oggi in Ucraina. Era la figlia di Giacomo oppure Jacob Kurz e di Susanna Berger oppure Susy Briger. Coniugato con Abramo Hammer (vedi sopra). La coppia viveva a Lagundo dal marzo 1918 ed a Merano dal 15 agosto 1925. Durante il censimento le autorità hanno stabiliti che i coniugi Hammer erano "partiti" per Desenzano del Garda il 15 settembre 1939 e di lì emigrati l'11 novembre dello stesso anno. Il 16 settembre 1943 si trovavano di nuovo a Merano. Dove si nascondevano nel frattempo non si sa. Furono arrestati e deportati nel campo di concentramento di Auschwitz, attraverso Reichenau, con il convoglio n. 1 del 16 settembre 1943. Non sono sopravvissuti alla Shoah. La coppia anziana fu assassinata il 7 marzo 1944 ad Auschwitz. |
| maggio 2012       | Via Carducci 14                            |                   | HIER WOHNTE/QUI ABITAVA EMILIO LOEWY JG./NATO 1878 DEP. 16.9.1943 REICHENAU ERMORDET/UCCISO AUSCHWITZ 7.3.1944                                                                | Emil Löwy anche Emilio Loewy nacque nel 1878 a Rust sulla riva austriaca del lago di Neusiedl. Era il figlio di Adolf Löwy e di Cäcilie Feigl. Di professione era agente di commercio. Sposò Sophia Steiner, a Vienna. La coppia aveva un figlio, Siegfried (nato nel 1906, pure lui vittima della Shoah) e si trasferirono a Merano dove Emil Löwy lavorò come massaggiatore in un sanatorio. Nel febbraio del 1925 aprì un'attività commerciale. La moglie morì a Merano il 13 novembre 1931. Nel settembre del 1939 Emilio fu costretto a rinunciare alla licenza perché ebreo e ne fu informata l'Unione Fascista dei Commercianti. Nel 1942 il figlio venne condannato al lavoro forzato dalle disposizioni fasciste e svolse questa attività nella ditta Murari e Torggler di Bolzano. Padre e figlio furono arrestati il 16 settembre 1943 e deportati nel campo di concentramento di Reichenau e di seguito, nel 1944, nel campo di concentramento di Auschwitz. Emil Löwy fu assassinato immediatamente dopo l'arrivo ad Auschwitz, il 7 marzo 1944. Dopo la caduta del regime nazista, un vicino raccontò che il SOD aveva rubato tutti i mobili della famiglia. L'unica cosa che il vicino era riuscito a salvare erano i 37 libri di preghiere che furono consegnati alla comunità ebraica. Anche il figlio fu ucciso dal regime Nazista. |
| maggio 2012       | Via Carducci 14                            |                   | HIER WOHNTE/QUI ABITAVA SIEGFRIDO LOEWY JG./NATO 1906 DEP. 16.9.1943 REICHENAU ERMORDET/UCCISO DATUM UNBEKANNT IN DATA IGNOTA                                                 | Siegfried Löwy oppure Siegfrido Loewy, anche Sigisfredo nacque il 9 gennaio 1906. Era il figlio di Emil Löwy (vedi sopra) e di Sophie Steiner. Di professione era contabile. Sua madre morì a Merano il 13 novembre 1931. Nel 1942 fu costretto a fare lavori forzati nelle ditte Alberto Murari e Georg Torggler a Bolzano. Fu arrestato a Merano e deportato al 16 settembre 1943 prima a Reichenau, poi nel campo di concentramento di Auschwitz. Non è sopravvissuto alla Shoah. |
| maggio 2012       | Via Plankenstein 4 46.668622°N 11.166614°E |                   | HIER WOHNTE/QUI ABITAVA CATERINA RAPAPORT ZADRA JG./NATA 1897 DEP. 16.9.1943 REICHENAU ERMORDET/UCCISA DATUM UNBEKANNT IN DATA IGNOTA                                         | Caterina Rapaport Zadra |
| maggio 2012       | Via Roma 44 46.667073°N 11.162092°E        |                   | HIER WOHNTE/QUI ABITAVA TERESA REICH JG./NATA 1866 DEP. 16.9.1943 REICHENAU ERMORDET/UCCISA AUSCHWITZ 7.3.1944                                                                | Teresa Reich |
| maggio 2012       | Via Portici 71 46.671232°N 11.163708°E     |                   | HIER WOHNTE/QUI ABITAVA RICHARD REITSAMER JG./NATO 1901 VERHAFTET/ARRESTATO 1944 SONDERGERICHT BOZEN/BOLZANO ZUM TODE VERURTEILT CONDANNATO A MORTE ERMORDET/UCCISO 11.7.1944 | Richard Reitsamer è stato un obiettore di coscienza per motivi religiosi. Nacque nel 1901 a Freiburg im Breisgau. Era il maggiore di 13 fratelli, però sette di loro morti in giovane età. Suo padre era un compositore in una tipografia d Merano. Non impara un mestiere e rimase un servo agricolo. Approfondava la sua fede nel corso degli anni. Fu condannato a morte dal Tribunale speciale di Bolzano per renitenza alla leva. È stato ucciso il 7 luglio 1944. |
| maggio 2012       | Via Mainardo 15 46.672602°N 11.157767°E    |                   | HIER WOHNTE/QUI ABITAVA EMMA SAPHIR GÖTZ JG./NATA 1870 DEP. 16.9.1943 REICHENAU ERMORDET/UCCISA 2.2.1944                                                                      | Emma Saphir Götz nacque il 17 novembre 1870 a Meseritz in Germania. Era la figlia di Giacomo Saphir, originalmente Jakob, e di Katharina née Reichmann. Coniugata con Maurizio Goetz, originalmente Moritz (vedi sopra). La coppia aveva cinque figli, Berta (nata il 6 ottobre 1897), Katherina (1904-1931), Rodolfo (nato il 10 giugno 1907), Hilde (nata il 4 agosto 1908) e Gualtiero (nato il 17 maggio 1913). Arrestata a Merano (Bolzano). Deportata nel campo di concentramento di Auschwitz, via Reichenau. Non è sopravvissuta alla Shoah. |
| maggio 2012       | Vicolo Steinach 4                          |                   | HIER WOHNTE/QUI ABITAVA FRANCESCA STERN DE SALVO JG./NATA 1904 DEP. 16.9.1943 REICHENAU ERMORDET/UCCISA DATUM UNBEKANNT IN DATA IGNOTA                                        | Francesca Stern de Salvo, anche Stefanie oppure Fanny, nacque il 23 dicembre 1904 a Feuchtwangen in Germania. Era la figlia di Isidoro Stern e di Clara Hullmann. Al 7 luglio 1936 sposò Pasquale De Salvo, nato nel 1907 a Messina da Antonio e Francesco Cucinotta. La coppia aveva una figlia, Elena, nata nel 1937 (vedi sopra). Il marito era elettricista e titolare di un negozio di calzolaio. Dopo la nascita della figlia, la coppia si è spostata a Messina per un certo periodo, ma torna a Merano nel settembre del 1938. Madre e figlia furono arrestate il 16 settembre 1943 a Merano e detenute nella casa del Balilla. Sono state deportate lo stesso giorno con il convoglio no. 1 al campo di transito di Reichenau e da lì al campo di concentramento di Auschwitz. La figlia fu assassinata lì il 7 marzo 1944. Anche Francesca Stern de Salvo non è sopravvissuta alla Shoah. Pasquale De Salvo non era presente quando venivano arrestate la moglie e la piccola figliola. Fu arrestato anche lui e poi è stato intimato di non cercare ne sua moglie ne la bimba, previa punizione di morte. Non poteva impedire l'assassino dei suoi cari.. |
| maggio 2012       | Via Galilei 38                             |                   | HIER WOHNTE/QUI ABITAVA EDVIGE TAUBER JG./NATA 1891 DEP. 8.11.1943 FOSSOLI ERMORDET/UCCISA AUSCHWITZ 16.5.1944                                                                | Edvige Tauber nacque il 3 gennaio 1891 a Merano. Era la figlia di Leopoldo Tauber (1850-1911) e Josephine Munk (1857-1929), entrambi venivano dalla regione della Moravia-Slesia. Il padre diventò il primo capostazione della linea ferroviario Merano-Bolzano dopo l'apertura nel 1881. La famiglia abitava nell'edificio della stazione, erano residenti della città e cittadini italiani. Edvige Tauber aveva sette fratelli e sorelle. Era di professione segretaria d'albergo presso l'Hotel Europa a Merano e restava nubile. Tra giugno e ottobre 1943 Edvige Tauber lasciò Merano. Fu arrestata il 8 ottobre 1943 a Montegiorgio (Ascoli Piceno) e detenuta prima nel campo di Servigliano e dopo al campo di transito di Fossoli. È stata deportata il 16 maggio 1944 con il convoglio n. 10 nel campo di concentramento di Auschwitz. Il convoglio arrivò ad Auschwitz il 23 maggio 1944. Non è sopravvissuta alla Shoah. |
| maggio 2012       | Via Alfieri 9 46.675786°N 11.156133°E      |                   | | Ernestina Vogel nacque il 31 maggio 1898 a Merano. Era la figlia di Marco Vogel e Jenni Dienstfertig (vedi sotto). Madre anziana e figlia furano arrestate il 16 settembre 1943 a Merano e detenute nella casa del Balilla. Sono state deportate lo stesso giorno con il convoglio n. 1 nel campo di concentramento di Auschwitz, via il campo di transito di Reichenau. sua madre fu assassinata il 7 marzo 1944. Anche Ernestina Vogel non è sopravvissuta alla Shoah. |
| maggio 2012       | Via Alfieri 9 46.675786°N 11.156133°E      |                   | HIER WOHNTE/QUI ABITAVA JENNY DIENSTFERTIG VOGEL JG./NATA 1866 DEP. 16.9.1943 REICHENAU ERMORDET/UCCISA AUSCHWITZ 7.3.1944                                                    | Jenny Dienstfertig-Vogel nacque il 15 novembre 1866 a Frankenstein in Bassa Slesia. Era la figlia di Luigi Dienstfertig e Berta Pollak. Aveva almeno un fratello, Albert (nato nel 1854), e due sorella, Rosalie (nata 1855) e Friederike (nata 1856). Coniugata con Markus Vogel (nato il 31 ottobre 1859 a Orlová), un maestro di religione. I coniugi arrivavano a Merano nel 1891, il marito faceva il cantore della sinagoga e divenne il segretario della fondazione Königswerter. Dal 1893 al 1895 i coniugi lavoravano anche nell'asilo per i malati israeliti. La coppia aveva un figlio, Louis (nato il 7 agosto 1895), e una figlia, Ernestina, nata nel 1898 (vedi sopra). Il marito morì già all'eta di 42 anni, il 15 aprile 1902, e Jenny doveva prendersi cura dei due bambini da solo. Lavorò come massaggiatrice e gestiva una cucina kosher nella Villa Bristol. Faceva domanda per una concessione per un ristorante, che le è stato concesso solo a condizione che cercasse un posto lontano dalle terme. La villa Bristol era troppo vicina. Nel 1904 la vedova divenne proprietaria della Pensione Speckbacher. La chiamava Pensione Vogel e la sistemava secondo le esigenze dei suoi clienti ebrei. Nel 1911 otteneva il diritto di cittadina di Merano. Anche suo fratello e sue sorelle venivano a Merano, stavano con lei e tutti morivano li, Friederike nel 1928, Albert nel 1930 e Rosalie nel 1938. Nel 1922 Jenny Vogel otteneva la cittadinanza italiana, pero la perdeva nel 1940 secondo le Leggi razziali fasciste. Doveva vendere la sua pensione, molto al di sotto del valore, perché non le era più permessa di gestire la pensione. La signora anziana e sua figlia furano arrestate il 16 settembre 1943 a Merano e detenute nella casa del Balilla. Sono state deportate lo stesso giorno con il convoglio n. 1 nel campo di concentramento di Auschwitz, via il campo di transito di Reichenau. Jenny Dienstfertig Vogel fu assassinata lì il 7 marzo 1944. Anche la figlia non è sopravvissuta alla Shoah. Il figlio poteva fuggire insieme alla sua moglie e i due bambini. Emigrò negli Stati Uniti, a Nuova York, nell'aprile del 1940. |
| maggio 2012       | Via Ruperto 2 46.67047°N 11.158064°E       |                   | HIER WOHNTE/QUI ABITAVA TERESA WEISS BERMANN JG./NATA 1895 DEP. 16.9.1943 REICHENAU ERMORDET/UCCISA DATUM UNBEKANNT IN DATA IGNOTA                                            | Teresa Weiss Bermann nacque il 14 novembre 1895 in Myjava, oggi in Slovacchia. Era la figlia di Simone Weiss e Paula Werner. Fu sposata con Giulio Bermann, anche Julius, nato il 15 novembre 1894 a Bratislava da Jacob Bermann e Sara Rechnitz. Fu arrestata il 16 settembre 1943 a Merano e detenuta nella casa del Balilla. È stata deportata lo stesso giorno con il convoglio n. 1 nel campo di concentramento di Auschwitz, via il campo di transito di Reichenau. Non è sopravvissuta alla Shoah. Suo marito è riuscito a sopravvivere. Egli e suo fratello Enrico nel 1946 denunciavano il Policarpo Zadra di essere responsabile per l'arresto della signora Weiss Bermann. Morì da emigrato il 12 ottobre 1960 a New York. |
| maggio 2012       | Via Portici 136-162                        |                   | HIER WOHNTE/QUI ABITAVA ANDREAS WILHELM JG./NATO 1900 VERHAFTET/ARRESTATO 9.10.1944 DACHAU ERMORDET/UCCISO 10.3.1945                                                          | Andreas Wilhelm nacque il 4 febbraio 1900 a Merano. Di mestiere faceva l'impagliatore. Era celibe. Nel 1939 optò per la Germania. Fu arrestato per motivi politici in luogo ignoto e deportato al campo di concentramento di Dachau. Lì arrivò il 9 ottobre 1944 con il trasporto dal Lager di Bolzano che era partito il 5 ottobre 1944. A Dachau fu immatricolato come detenuto in custodia protettiva con il numero 113598. Il 28 ottobre 1944 fu trasferito al sottocampo di Überlingen dove rimase per quasi tre mesi. In questo sottocapo si trovavano soprattutto prigionieri considerati criminali o pericolosi. Le condizioni di lavoro furano durissimi, tanti morivano. Fu rimandato a Dachau il 16 gennaio 1945. Venne ricoverato nel blocco 7, riservato alle malattie infettive. Lì morì il 9 oppure il 10 marzo 1945. |
| maggio 2012       | Via Schaffer 19                            |                   | HIER WOHNTE/QUI ABITAVA CARLOTTA ZIPPER JG./NATA 1873 DEP. 16.9.1943 REICHENAU ERMORDET/UCCISA AUSCHWITZ 7.3.1944                                                             | Carlotta Zipper, anche Charlotte, nacque il 7 settembre 1873 a Vienna. Era la figlia di Giuseppe Zipper e Franziska Schwarzenberger. Era nubile e di condizione benestante. Resideva a Merano dal novembre 1918. Con lei viveva il fratello Hermann (22 agosto 1865 a Vienna - 24 dicembre 1942 a Merano). Nel 1939 fratello e sorella volevano partire per la Svizzera, però una nota a mano attesta che entrambi continuavano a vivere a Merano in via Dante 26. Rimasta sola dopo la morte del fratello, Carlotta Zipper fu arrestata il 16 settembre 1943 a Merano e detenuta nella casa del Balilla. È stata deportata lo stesso giorno con il convoglio n. 1 al campo di concentramento di Auschwitz, attraverso il campo di transito di Reichenau. Non è sopravvissuta alla Shoah. |

### Ora
Ad Ora sono presenti due pietre d'inciampo, entrambe posate il 29 gennaio 2022, grazie ad un'iniziativa del Comitato di Educazione Permanente di Ora.
| Pietra d'inciampo | Pietra d'inciampo | Pietra d'inciampo | Pietra d'inciampo | Note biografiche |
| Data di posa      | Luogo di posa     | Stolpersteine     | Incisione | Note biografiche |
| ----------------- | ----------------- | ----------------- | --- | ---------------- |
| 29 gennaio 2022   |                   |                   | HIER WOHNTE/QUI ABITAVA MARTIN KREBS JG./NATO 1889 VERHAFTET/ARRESTATO 10.7.1944 AUSCHWITZ ERMORDERT/ASSASSINATO DEZ./DIC. 1944 | Martin Krebs     |
| 29 gennaio 2022   |                   |                   | HIER WOHNTE/QUI ABITAVA IDA KAUFMANN JG./NATA 1883 VERHAFTET/ARRESTATA 15.9.1943 REICHENAU ERMORDERT/ASSASSINATA AUSCHWITZ      | Ida Kaufmann     |

## Provincia di Trento

### Moena
In occasione del Giorno della memoria, il 28 gennaio 2025 è stata collocata a Someda, frazione di Moena, una pietra d'inciampo nella frazione di Someda, per iniziativa della Scuola Ladina di Fassa (scuola media inferiore di Moena) e dell'assessorato alla cultura del Comune di Moena.
| Pietra d'inciampo | Pietra d'inciampo                                         | Pietra d'inciampo | Pietra d'inciampo                                                                                                 | Note biografiche |
| Data di posa      | Luogo di posa                                             | Stolpersteine     | Incisione | Note biografiche |
| ----------------- | --------------------------------------------------------- | ----------------- | --- | --- |
| 28 gennaio 2025   | Strada de Sèn Roch 27, Someda 46°22′37.15″N 11°40′06.77″E |                   | QUI ABITAVA RICHARD LÖWY NATO 1886 ARRESTATO 4.1.1944 INTERNATO FOSSOLI DEPORTATO 22.2.1944 AUSCHWITZ ASSASSINATO | Richard Löwy (Zásmuky, 7 dicembre 1886 – Auschwitz, 26 febbraio 1944), già comandante militare austro-ungarico del forte di Moena durante la prima guerra mondiale, si guadagnò fiducia e stima della popolazione locale tanto da ottenere la cittadinanza onoraria di Moena (unico esempio noto di militare austro-ungarico ad aver ricevuto tale onorificenza in Trentino). Dopo l'Anschluss, fuggì da Vienna per cercare rifugio a Moena, ma venne poi arrestato e deportato al campo di concentramento di Fossoli, dove fu caricato sul treno diretto ad Auschwitz |

### Predaia
| Pietra d'inciampo | Pietra d'inciampo                                       | Pietra d'inciampo | Pietra d'inciampo                                                                                       | Note biografiche |
| Data di posa      | Luogo di posa                                           | Stolpersteine     | Incisione                                                                                               | Note biografiche |
| ----------------- | ------------------------------------------------------- | ----------------- | --- | --- |
| 22 aprile 2025    | Via Roen, 1 località Smarano 46°20′36.2″N 11°06′34.72″E |                   | QUI ABITAVA VIRGINIO CAVOSI NATO 1896 ARRESTATO 5.11.1943 DEPORTATO SACHSENHAUSEN ASSASSINATO 24.4.1944 | Virginio Cavosi (Smarano, 16 novembre 1896 - Sachsenhausen, 24 aprile 1944), contadino, figlio di Pietro e Maria Asson, arruolato nel 1915 nei Kaiserjäger, nel 1929 è iscritto nel Distretto militare di Trento, nel 1936 emigra in Francia. È arrestato dai tedeschi il 5 novembre 1943 e rinchiuso nel carcere di Lipsia prima della deportazione nel Reich del 12 gennaio 1944 e l'internamento a Sachsenhausen. Muore al campo il 24 aprile 1944. |

### Riva del Garda
A Riva del Garda si trovano otto pietre d'inciampo, collocate tra il 16 e 24 gennaio 2023.
| Pietra d'inciampo | Pietra d'inciampo                                                         | Pietra d'inciampo | Pietra d'inciampo                                                                                         | Note biografiche |
| Data di posa      | Luogo di posa                                                             | Stolpersteine     | Incisione                                                                                                 | Note biografiche |
| ----------------- | ------------------------------------------------------------------------- | ----------------- | --- | --- |
| 16 gennaio 2023   | Via Roma, 20 45°53′13.04″N 10°50′33.05″E                                  |                   | QUI LAVORAVA REMO BALLARDINI NATO 1892 ARRESTATO 28.6.1944 MORTO IN SEGUITO 19.10.1944 RIVA DEL GARDA     | Remo Ballardini (Larzana, 29 novembre 1892 - Riva del Garda, 19 ottobre 1944), antifascista, socialista, gestore dell'albergo San Marco a Riva del Garda, è arrestato il 28 giugno 1944 al posto del figlio, il partigiano Renato figura di spicco della Resistenza locale. In seguito alle sevizie subite in carcere, muore poco dopo la sua liberazione, il 19 ottobre 1944. |
| 24 gennaio 2023   | Viale Carducci, 3 davanti Grand Hotel Liberty 45°53′10.03″N 10°50′46.23″E |                   | QUI ABITAVA EUGENIO IMPERA NATO 1925 ASSASSINATO 28.6.1944 RIVA DEL GARDA                                 | Eugenio Impera (Cavalese, 27 febbraio 1925 - Riva del Garda, 28 giugno 1944), studente del liceo "Andrea Maffei", entrato giovane Avanguardista intriso di propaganda fascista, l'incontro poi con alcuni professori gli apre la mente su un mondo diverso da quello retorico del regime. Formato dalla partecipazione all'esperienza dei "Figli della montagna" del giovane professore Gastone Franchetti, già alla proclamazione dell'armistizio dell'8 settembre 1943, con Enrico Meroni e altri compagni e giovani del posto anima il movimento clandestino della Brigata Cesare Battisti del professore Gori, loro insegnante, quindi entra nelle file partigiane delle Fiamme Verdi. Sarà tra le vittime della strage nazifascista del 28 giugno 1944 a Riva: denunciato alla Gestapo di Bolzano, insieme ad altri esponenti della Resistenza, dal traditore Fiore Lutterotti infiltratosi nella formazione partigiana, all'alba del 28 giugno 1944 un soldato tedesco e un fascista irrompono in casa sua e gli sparano. É la sorella Adriana a posare la pietra in memoria del fratello.                                                                                           |
| 24 gennaio 2023   | Viale Nino Pernici, 12/A davanti INPS 45°53′14.8″N 10°50′48.07″E          |                   | QUI LAVORAVA ANTONIO GAMBARETTO NATO 1913 ASSASSINATO 28.6.1944 RIVA DEL GARDA                            | Antonio Gambaretto (San Giovanni Ilarione, 3 gennaio 1913 - Riva del Garda, 28 giugno 1944), Brigadiere dei Carabinieri all'epoca dei fatti presta servizio alla caserma di Riva. Collabora con la Resistenza locale e per questa sua attività è raggiunto in caserma la mattina del 28 giugno 1944 dai militi fascisti e nazisti e trucidato. Isignito della Medaglia d'oro al valor militare alla memoria. |
| 24 gennaio 2023   | Viale Martiri XXVIII Giugno, 14 45°53′20.69″N 10°50′41.67″E               |                   | QUI ABITAVA ENRICO MERONI NATO 1925 ASSASSINATO 28.6.1944 RIVA DEL GARDA                                  | Enrico Meroni (Riva del Garda, 5 ottobre 1925 - Riva del Garda, 28 giugno 1944), condivide il breve percorso di vita col coetaneo Eugenio Impera: studente del liceo "Andrea Maffei", entrato giovane Avanguardista intriso di propaganda fascista, è poi l'incontro con alcuni professori ad aprirgli la mente su un mondo diverso da quello retorico del regime. Formato dalla partecipazione all'esperienza dei "Figli della montagna" del giovane professore Gastone Franchetti, già alla proclamazione dell'armistizio dell'8 settembre 1943, con altri compagni e giovani del posto anima il movimento clandestino della Brigata Cesare Battisti del professore Gori, suo insegnante, quindi entra nelle file partigiane delle Fiamme Verdi. Sarà la più giovane vittima della strage nazifascista del 28 giugno 1944 a Riva: denunciato alla Gestapo di Bolzano, insieme ad altri esponenti della Resistenza, dal traditore Fiore Lutterotti infiltratosi nella formazione partigiana, il mattino del 28 giugno 1944 è prelevato da casa sua e portato al comando delle SS dove dopo torture e sevizie è assassinato. La pietra d’inciampo è stata posata da una giovane pronipote. |
| 24 gennaio 2023   | Viale Martiri XXVIII Giugno, 3 45°53′12.67″N 10°50′37.4″E                 |                   | QUI ABITAVA AUGUSTO BETTA NATO 1899 ASSASSINATO 28.6.1944 RIVA DEL GARDA                                  | Augusto Betta (Riva del Garda, 17 agosto 1899 - Riva del Garda, 28 giugno 1944), nel 1944 è titolare dell'omonima ditta di trasporti, ancora in attività ai giorni nostri condotta da un discendente. Attivo nel movimento partigiano del Basso Sarca trasportando armi. È sorpreso a letto dai nazifascisti il mattino del 28 giugno 1944, trascinato in cortile e assassinato. |
| 24 gennaio 2023   | Viale Lutti Alberti, 7 ingresso Liceo Maffei 45°53′14.71″N 10°50′40.82″E  |                   | QUI LAVORAVA GASTONE FRANCHETTI NATO 1920 ARRESTATO 29.6.1944 FUCILATO 29.8.1944 BOLZANO                  | Gastone Franchetti (Castelnuovo di Garfagnana, 22 settembre 1920 - Bolzano, 29 agosto 1944), partigiano Fieramosca, figura carismatica della Resistenza italiana. Trasferitosi a Riva è giovane supplente di Educazione fisica al liceo "Andrea Maffei", dove dà vita al gruppo dei "Figli della montagna", che raccoglie i giovani studenti nell'esperienza sportiva e spirituale della montagna. Volontario è inviato sul fronte greco-albanese, tenente del Battaglione alpini "Trento". Dopo l'armistizio dell'8 settembre 1943, nell'autunno fonda le Fiamme Verdi, formazione partigiana di ispirazione cattolica, importante organizzazione della Resistenza italiana. Arrestato il 29 giugno 1944, in seguito alla delazione della spia ed ex compagno di scuola Fiore Lutterotti, infiltrato nella formazione, a Bolzano subisce a lungo sevizie e torture, processato è condannato a morte. Fucilato il 29 agosto 1944 con il compagno partigiano Antonio Bosco. La posa della pietra d’inciampo è stata a cura di uno studente del "Liceo Maffei". |
| 24 gennaio 2023   | Via del Marocco, 53 fronte Lavatoio 45°53′10.44″N 10°50′20.89″E           |                   | QUI ABITAVA VINCENZO CICALA NATO 1886 ARRESTATO 12.9.1944 DEPORTATO MAUTHAUSEN ASSASSINATO 29.1.1945 MELK | Vincenzo Cicala (Deruta, 22 febbraio 1886 - Melk, 29 gennaio 1945), si trasferrisce a Riva nel 1922, manovale, sposa Luigia Pasini. Accusato di aver aiutato alcuni prigionieri alleati evasi a riparare in Svizzera è arrestato dalla Gestapo il 12 settembre 1944. Internato a Bolzano, successivamente deportato nel Reich con destinazione Mauthausen giungendovi il 19 dicembre 1944, trasferito poi al sottocampo di Melk dove muore il 29 gennaio 1945. |
| 24 gennaio 2023   | Via del Marocco sottoportico 45°53′07.65″N 10°50′19.77″E                  |                   | QUI ABITAVA ANTONIO BOSCO NATO 1914 ARRESTATO 29.6.1944 FUCILATO 24.8.1944 BOLZANO                        | Antonio Bosco (Fonzaso, 15 maggio 1914 - Bolzano, 24 agosto 1944), nel 1938 si trasferisce a Riva, impiegato alla Montecatini sposa Elvira Calliari nel 1941. Nel 1944 diserta dalle file della Flak, l’antiaerea nazista, dove era stato precettato e entra nella Resistenza tra le formazioni partigiane operanti nel Basso Sarca. Il 29 giugno 1944 è prelevato dalla sua abitazione dai militi fascisti e dalle SS tedesche, arrestato, condotto a Bolzano, dove è fucilato il 24 agosto 1944 insieme al compagno partigiano Gastone Franchetti. |

### Sfruz
| Pietra d'inciampo | Pietra d'inciampo                      | Pietra d'inciampo | Pietra d'inciampo                                                                         | Note biografiche |
| Data di posa      | Luogo di posa                          | Stolpersteine     | Incisione                                                                                 | Note biografiche |
| ----------------- | -------------------------------------- | ----------------- | ----------------------------------------------------------------------------------------- | --- |
| 22 aprile 2025    | Via Smarano 46°20′22.4″N 11°06′50.11″E |                   | QUI ABITAVA GUIDO PARTELI NATO 1895 ARRESTATO 1943 DEPORTATO DACHAU ASSASSINATO 18.4.1945 | Guido Parteli (Sfruz, 28 settembre 1895 - Dachau, 18 aprile 1945), figlio di Giuseppe e Giustina Ossanna. È soldato nell'esercito austro-ungarico nella Grande Guerra. Nel 1936 è volontario nelle "Brigate Garibaldi" nella Guerra civile spagnola, ferito, esonerato dal servizio militare rimane in Spagna fino all'internamento in Francia. Rientrato nel 1942 al paese d'origine è arrestato e incarcerato a Trento prima del confino a Ventotene. Rilasciato nell'agosto 1943 è a Sfruz in libertà vigilata fino alla cattura da parte dei tedeschi immediatamente dopo l'armistizio dell'8 settembre 1943. Dopo il passaggio dal campo di Bolzano, è deportato nel Reich destinato a Dachau dove giunge il 9 ottobre. Al trasferimento a Natzweiler segue il ritorno a Dachau il 26 gennaio 1945. Muore al campo il 18 aprile 1945. |

### Trento
A Trento sono presenti due pietre d'inciampo, entrambe posate il 22 ottobre 2021, grazie ad un'iniziativa del Comune, della Fondazione Museo storico del Trentino e del progetto Promemoria Auschwitz - Il treno della memoria dell'associazione Deina APS e di Arci Trento.
| Pietra d'inciampo | Pietra d'inciampo  | Pietra d'inciampo | Pietra d'inciampo                                                                                      | Note biografiche |
| Data di posa      | Luogo di posa      | Stolpersteine     | Incisione                                                                                              | Note biografiche |
| ----------------- | ------------------ | ----------------- | --- | --- |
| 22 ottobre 2021   | Via San Martino 59 |                   | QUI ABITAVA ALBINO NICHELATTI NATO 1880 ARRESTATO 21.6.1944 DEPORTATO MAUTHAUSEN ASSASSINATO 24.4.1945 | Albino Nichelatti tecnico della Todt, aveva sottratto disegni delle fortificazioni della linea gotica per passarli alla Resistenza; deportato come detenuto politico, morì a Mauthausen pochi giorni prima della liberazione del campo. |
| 22 ottobre 2021   | Corso Alpini 11    |                   | QUI VIVEVA ARTURO TOMASI NATO 1912 ARRESTATO 1943 DEPORTATO FLOSSENBÜRG LIBERATO                       | Arturo Tomasi |